# Нейтън Хейл
Нейтън Хейл (на английски: Nathan Hale) е войник от Континенталната армия през Американската война за независимост. Доброволец е за разузнавателна мисия в град Ню Йорк, но е заловен от британските сили. Най-добре е запомнен с претендиращи за негови последни думи преди да бъде обесен: „Единствено съжалявам, че имам един живот да дам за родината си“. Дълго време Хейл е считан за американски герой и през 1985 година е обявен за герой на щата Кънектикът.

## Биография

### Ранни години
Нейтън Хейл е роден в Ковънтри през 1755 година в семейството на Ричард Хейл и Елизабет Стронг. През 1768 година, на тринадесет годишна възраст, е изпратен с брат си в Йейлския колеж. Там е съученик с друг американски шпионин – Бенджамин Толмейдж. В колежа, братята Хейл са членове на Йейлското литературно братство „Линония“, което дебатира по теми от астрономията, математиката, литературата и етиката на робството. Хейл завършва колежа с първостепенни почести през 1773 година и после работи като учител в Ийст Хедъм и Ню Лъндън.

### Начало на войната
След началото на Войната за независимост през 1775 година, Хейл се присъединява към народното опълчение на Кънектикът с ранг старши лейтенант. Когато неговата единица участва в Обсадата на Бостън, Хейл остава зад линиите. Предполага се, че тогава не е сигурен дали желае да се сражава или не. Друга причина може да е фактът, че неговият договор като учител в Ню Лъндън изтича няколко месеца по-късно през юли 1775 година. На 4 юли 1775 година Хейл получава писмо от своят съученик и приятел Бенджамин Толмейдж. Писмото е вдъхновяващо и няколко дни по-късно Хейл приема назначение като старши лейтенант в 7-и батальон на Кънектикът под командването на полковник Чарлз Уеб от Стамфорд. В последвалата пролет, армията се мести в Манхатън, за да попречи на британските сили да превземат Ню Йорк. През септември, генерал Джордж Вашингтон е отчаян при определянето на мястото, откъдето британците ще атакуват остров Манхатън. Вашингтон решава да преодолее проблема, изпращайки шпионин зад вражеските линии. Хейл е единствен доброволец за мисията.

### На разузнавателна мисия
При Битката на Лонг Айлънд, която води до британска победа и превземането на Ню Йорк, Хейл предлага доброволно на 8 септември 1776 година да се промъкне зад вражеските линии и да докладва за движението на британските сили. На 12 септември е превозен с лодка на другия бряг. Такъв акт на шпионаж е голям риск за Хейл, защото е наказуем със смърт.
Отчет за залавянето на Нейтън Хейл е написан от Кънсидър Тифъни, собственик на магазин и монархист, придобит от Библиотеката на Конгреса. Според доклада на Тифъни, войникът Робърт Роджърс вижда Хейл в механа и го разпознава. Роджърс подлъгва Хейл да разкрие самоличността си, представяйки себе си за патриот и Хейл е заловен. Според друга история, Хейл е предаден от неговия братовчед и монархист Самюел Хейл.
На 22 септември 1776 година Хейл е обесен.